# VM i curling 1988 (kvinder)
Verdensmesterskabet i curling for kvinder 1988 var det tiende VM i curling for kvinder. Mesterskabet blev arrangeret af World Curling Federation og afviklet i The Summit Centre i Glasgow, Skotland i perioden 4. - 10. april 1988. Skotland var VM-værtsland for femte gang, men det var første gang, at mesterskabet blev spillet i Glasgow. Turneringen var det foreløbigt sidste "rene" kvinde-VM, eftersom kvindernes og mændenes mesterskaber de følgende 16 år blev afviklet som et samlet stævne.
Mesterskabet blev vundet af Vesttysklands hold bestående af skipper Andrea Schöpp samt Almut Hege-Schöll, Monika Wagner og Suzanne Fink, som i finalen besejrede Canadas hold anført af skipper Heather Houston med 9-3, og dermed vandt Vesttyskland verdensmesterskabet for første gang, efter at holdet de to foregående år havde måttet nøjes med sølvmedaljerne. Det var endvidere første gang siden 1983, at guldmedaljerne ikke blev hængt om halsen på et canadisk hold. Bronzemedaljerne blev vundet af Sverige, som i bronzekampen mellem de to tabende semifinalister, besejrede Norge med 14-2.
Danmark blev repræsenteret af et hold fra Hvidovre Curling Club under ledelse af Helena Blach, som endte på femtepladsen efter at have opnået fem sejre og fire nederlag.

## Hold
Mesterskabet havde deltagelse af 10 hold: Otte fra Europa og to fra Nordamerika:
| Europa   |              | Nordamerika |
| Danmark  | Schweiz      | Canada      |
| Finland  | Skotland     | USA         |
| Frankrig | Sverige      |             |
| Norge    | Vesttyskland |             |

## Resultater
De ti deltagende hold spillede først et grundspil alle-mod-alle, hvilket gav ni kampe til hvert hold. De fire bedste hold efter grundspillet gik videre til slutspillet om medaljer.

### Grundspil
De ti hold spillede en enkeltturnering alle-mod-alle, hvilket gav ni kampe til hvert hold. De fire bedste hold i grundspillet gik videre til slutspillet.
Grundspillet blev vundet af Vesttyskland med 7 sejre foran Canada, Sverige og Norge, alle med 6 sejre, så de fire hold gik videre til slutspillet.
| Runde | Kampe | Kampe | Kampe | Kampe | Kampe | Kampe | Kampe | Kampe | Kampe | Kampe |
| ----- | ----- | ----- | ----- | ----- | ----- | ----- | ----- | ----- | ----- | ----- |
| 1     |       |       |       |       |       |       |       |       |       |       |
| 2     |       |       |       |       |       |       |       |       |       |       |
| 3     |       |       |       |       |       |       |       |       |       |       |
| 4     |       |       |       |       |       |       |       |       |       |       |
| 5     |       |       |       |       |       |       |       |       |       |       |
| 6     |       |       |       |       |       |       |       |       |       |       |
| 7     |       |       |       |       |       |       |       |       |       |       |
| 8     |       |       |       |       |       |       |       |       |       |       |
| 9     |       |       |       |       |       |       |       |       |       |       |
| TB1   |       |       |       |       |       |       |       |       |       |       |
| TB2   |       |       |       |       |       |       |       |       |       |       |

| Plac. | Hold         | Kampe | Vundne | Tabte | Indbyrdes | Tiebreak |
| ----- | ------------ | ----- | ------ | ----- | --------- | -------- |
| 1.    | Vesttyskland | 9     | 7      | 2     |           |          |
| 2.    | Canada       | 9     | 6      | 3     | w2        |          |
| 3.    | Sverige      | 9     | 6      | 3     | w1        |          |
| 4.    | Norge        | 9     | 6      | 3     | w0        |          |
| 5.    | Danmark      | 9     | 5      | 4     | w1        |          |
| 6.    | Schweiz      | 9     | 5      | 4     | w0        |          |
| 7.    | USA          | 9     | 4      | 5     |           |          |
| 8.    | Frankrig     | 9     | 3      | 6     | w1        |          |
| 9.    | Skotland     | 9     | 3      | 6     | w0        |          |
| 10.   | Finland      | 9     | 0      | 9     |           |          |

### Slutspil
De fire bedste hold fra grundspillet spillede i slutspillet om medaljer.
| Runde       | Kampe                 | Kampe |
| ----------- | --------------------- | ----- |
| Semifinaler | Norge - Vesttyskland  | 2-9   |
| Semifinaler | Canada - Sverige      | 10-4  |
| Bronzekamp  | Sverige - Norge       | 14-2  |
| Finale      | Vesttyskland - Canada | 9-3   |

### Samlet rangering
| Plac.  | Hold         | 4                 | 3                 | 2                  | 1                  |
| ------ | ------------ | ----------------- | ----------------- | ------------------ | ------------------ |
| Guld   | Vesttyskland | Andrea Schöpp     | Almut Hege-Schöll | Monika Wagner      | Suzanne Fink       |
| Sølv   | Canada       | Heather Houston   | Lorraine Lang     | Diane Adams        | Tracy Kenndy       |
| Bronze | Sverige      | Anette Norberg    | Anna Rindeskog    | Sofie Marmont      | Louise Marmont     |
| 4.     | Norge        | Anne Jøtun Bakke  | Hilde Jøtun       | Ingvill Githmark   | Billie Sørum       |
| 5.     | Danmark      | Helena Blach      | Malene Krause     | Lone Kristoffersen | Lene Nielsen       |
| 6      | Schweiz      | Erika Müller      | Brigitte Kienast  | Susanne Luchsinger | Redula Rüegg       |
| 7.     | USA          | Nancy Langley     | Nancy Pearson     | Leslie Frosch      | Mary Hobson        |
| 8.     | Frankrig     | Annick Mercier    | Agnes Mercier     | Andrée Dupont-Roc  | Catherine Lefebvre |
| 9.     | Skotland     | Christine Allison | Margaret Scott    | Kimmie Brown       | Sheena Drummie     |
| 10.    | Finland      | Anne Eerikäinen   | Mari Lundén       | Tytti Haapasaari   | Terhi Liukkonen    |